# علم الوراثة الأثري
إن علم الوراثة الأثري (بالإنجليزية: Archaeogenetics)، وهو مصطلح وضعه كولين رينفرو (Colin Renfrew)، يشير إلى تطبيق تقنيات الوراثيات السكانية الجزيئي على دراسة ماضي البشر. ويمكن أن يتضمن هذا العلم ما يلي:
- تحليل الدنا (DNA) الذي يتم الحصول عليه من البقايا الأثرية، أي الدنا القديم
- تحليل الدنا من السكان الحاليين (بما في ذلك البشر وأنواع النباتات والحيوانات المحلية) بهدف دراسة التاريخ البشري والإرث الجيني للتفاعل البشري مع الغلاف الحيوي
- استخدام الأساليب الإحصائية التي يتم تطويرها من قبل علماء الوراثة الجزيئية على البيانات الأثرية.

وتعود أصول هذا الموضوع إلى دراسة فصائل الدم البشرية وإدراك أن هذه العلامة الجينية التقليدية توفر المعلومات حول العلاقات بين التجمعات اللغوية والتجمعات العرقية. وتتضمن الأعمال المبكرة في هذا المجال أعمال لودويك (Ludwik) وهانكا هيرزفيلد (Hanka Hirszfeld) وويليام بويد (William Boyd) وآرثر مورانت (Arthur Mourant). ومن الستينيات من القرن العشرين وما بعدها، استخدم لوكا كافالي سفورزا (Luca Cavalli-Sforza) العلامات الجينية الكلاسيكية من أجل فحص السكان في فترة ما قبل التاريخ في أوروبا، وقد وصل هذا الجهد إلى أوجه في نشر تاريخ وجغرافية الجينات البشرية (The History and Geography of Human Genes) عام 1994.
ومنذ ذلك الحين، يجري تحليل التاريخ الجيني لكل النباتات (مثل القمح والأرز والذرة) والحيوانات (مثل الماشية والماعز والخنازير والخيول) المحلية الرئيسية. وقد تم طرح نماذج للتوقيت والجغرافيا الحيوية من أجل تدجينها وتربيتها فيها بعد، اعتمادًا على تنوع دنا الميتوكوندريا بشكل رئيسي، رغم أن بعض العلامات الأخرى يتم تحليلها حاليًا من أجل إكمال السرد الجيني (على سبيل المثال، الكروموسوم ص من أجل وصف تاريخ النسب) الذكوري.
كما تم استخدام نفس هذا التعبير من قبل أنتونيو أموريم (Antonio Amorim) (عام 1999) وقد تم تعريفه على أنه: الحصول على الأدلة[الجينية] للتاريخ البشري وتفسيرها. وقد تم تطوير مفهوم مشابه (حتى في شكل أكثر طموحًا، حيث إنه اشتمل على إعادة إنشاء الدول المنقرضة المشار إليها) في عصر ما قبل الدنا من خلال لينوس باولينج (Linus Pauling) وإيميلي زوكيركانديل (Emile Zuckerkandl) (عام 1963).